# Marcia Mitzman Gaven
Marcia Mitzman Gaven (New York, 28 febbraio 1959) è un'attrice e cantante statunitense, attiva in campo teatrale, televisivo e cinematografico e ricordata soprattutto come interprete di musical a Broadway.
L'attrice ha lavorato a lungo anche come doppiatrice, un campo in cui è nota soprattutto per aver prestato la voce a diversi personaggi de I Simpson, tra cui Maude Flanders, Helen Lovejoy e la signorina Hoover.

## Biografia
Figlia di Patricia e Newt Mitzman, Marcia Mitzman è cresciuta a Hastings-on-Hudson con i genitori e i due fratelli. Dopo il diploma alla High School of Performing Arts cominciò a studiare recitazione a livello universitario alla State University of New York at Purchese, ma lasciò l'università prima di ottenere la laurea, preferendo cominciare a presentarsi ad audizioni. Nel 1979, all'età di vent'anni, fece il suo debutto a Broadway nella prima produzione del musical Grease, in cui ricopriva il ruolo di Betty Rizzo. Successivamente, nel 1980 interpretò la protagonista Janet in un revival di The Rocky Horror Show a Broadway, ma l'allestimento fu un flop e rimase in scena solo per sei repliche; nonostante lo scarso successo dello show i critici lodarono l'interpretazione della Mitzman Gaven. Nel 1984 tornò a Broadway in un revival di Oliver! con Ron Moody e Patti LuPone e, nello stesso anno, interpretò la Vedova nel musical Zorba sempre a Broadway; l'anno successivo interpretò Luisa nel musical Nine in scena all'An Evening Dinner Theatre. Nel 1986 recitò nel revival di Broadway di Brigadoon prodotto dalla New York City Opera, un teatro in cui interpretò la protagonista Nellie nel musical Premio Pulitzer South Pacific nella primavera del 1987. Nel luglio dello stesso anno interpreto Mrs. Lovett in una produzione della New York City Opera di Sweeney Todd: The Demon Barber of Fleet Street. Nel 1988 fu la protagonista Reno Sweeney nel musical Anything Goes in scena nello Utah, mentre nello stesso anno tornò a recitare nel musical Oliver!, questa volta nel ruolo principale di Nancy. Sempre nel 1988 tornò a Broadway per interpretare Svetlana nel musical Chess; il musical fu un flop, ma ancora una volta la performance della Mitzman Gaven fu apprezzata dalla critica.
Dopo aver recitato in produzioni regionali di Oliver! a Washington e A Little Night Music a Los Angeles, nel 1992 recitò nel musical The Who's Tommy a La Jolla Playhouse di San Diego; il musical fu un grande successo e fu immediatamente riproposto a Broadway dove, per la sua performance, Mitzman Gaven fu candidata al Tony Award alla miglior attrice non protagonista in un musical. Recitò successivamente in produzioni regionali di Sweet, Smart, Rodgers & Hart (1993), Show Boat (1994), Chess (1994) e A Little Night Music (1995). Dopo essersi trasferita a Los Angeles alla metà degli anni novanta, Marcia Mitzman Gaven recitò nella prima californiana di Ragtime in scena allo Shubert Theatre prima del debutto a Broadway; per la sua performance vinse il suo secondo Ovation Award. Sempre a Los Angeles recitò anche nei musical Triumph of Love (2000), Show Boat (2001) e 1776 (2001). Dopo essersi trasferita a Los Angeles cominciò a lavorare anche in televisione, apparendo in diversi episodi di serie televisive come Frasier e Beverly Hills 90210, oltre a lavorare come doppiatrice ne La pantera rosa e ne I Simpson, in cui diede la voce a Maude Flanders, Helen Lovejoy, Luann Van Houten e alla signorina Hoover per tre anni dal 1999 al 2002.

### Vita privata
È sposata con Seth Gaven dal 1996 e la coppia ha avuto due figli.

## Filmografia

### Cinema
- Il falò delle vanità (The Bonfire of the Vanities), regia di Brian De Palma (1990)
- Moonlight Mile - Voglia di ricominciare (Moonlight Mile), regia di Brad Silberling (2002)

### Televisione
- Ellen - serie TV, 1 episodio (1995)
- Get Smart - serie TV, 4 episodi (1995)
- The Drew Carey Show - serie TV, 1 episodio (1996)
- La pazza vita della signora Hunter - serie TV, 1 episodio (1996)
- Babylon 5 - serie TV, 1 episodio (1997)
- Mr. Cooper - serie TV, 1 episodio (1997)
- Frasier - serie TV, 1 episodio (1998)
- Beverly Hills 90210 - serie TV, 1 episodio (1998)
- Beautiful - serie TV, 3 episodi (2004)

### Doppiaggio
- Aaahh!!! Real Monsters - serie TV, 2 episodi (1994)
- I Simpson - serie TV, 11 episodi (1999-2002)
- Small Soldiers, regia di Joe Dante (1998)

## Doppiatrici italiane
Come doppiatrice Marcia Mitzman Gaven è stata sostituita nel doppiaggio italiano da:
- Carmen Iovine ne I Simpson
- Antonella Alessandro ne I Simpson
- Laura Boccanera ne I Simpson
- Graziella Polesinanti ne  I Simpson